# Constantin Ebert
Leon Nils Constantin Ebert (* 9. Januar 1996 in Würzburg) ist ein deutscher Basketballspieler. Der Aufbauspieler zählt seit 2021 zum Aufgebot des Regionalligisten TG Veitshöchheim.

## Laufbahn
Ebert begann mit 13 Jahren in seiner Heimatstadt Würzburg mit dem Basketball im Verein, er durchlief die Jugendabteilung von S.Oliver Würzburg. Ab 2012 sammelte er bei der TG Würzburg Erfahrung im Herrenbereich (erst in der zweiten, später auch in der ersten Regionalliga). Ab 2014 stand er im Würzburger Aufgebot für die 2. Bundesliga ProA und stieg 2015 mit der Mannschaft in die Basketball-Bundesliga auf. Neben Kurzeinsätzen für S.Oliver Würzburg in der Bundesliga entwickelte sich Ebert bei der TG, die 2014 den Sprung in die 2. Bundesliga ProB geschafft hatte, zum Leistungsträger.
Im Juni 2016 unterzeichnete er einen Dreijahresvertrag beim Bundesligisten Basketball Löwen Braunschweig und wurde mit einer Doppellizenz ausgestattet, die es ihm gestattete, zusätzlich zu den Spielen mit den Löwen auch für deren Kooperationspartner Herzöge Wolfenbüttel in der 2. Bundesliga ProB zum Einsatz zu kommen. In der Bundesliga gelang ihm nicht der Durchbruch. In keinem seiner 22 Spiele für Braunschweigs Erstligamannschaft erhielt er zweistellige Einsatzminuten. Bei den Herzögen Wolfenbüttel in der 2. Bundesliga ProB war Ebert Leistungsträger: Im Spieljahr 2016/17 erzielte er 9,5 Punkte im Schnitt und verteilte 3,9 Korbvorlagen je Begegnung. In der Saison 2017/18 steigerte diese Mittelwerte auf 13 Punkte sowie 4,7 Vorlagen pro Partie.
Mitte Juni 2018 wurde Ebert vom Zweitligisten VfL Kirchheim unter Vertrag genommen, erlitt in der Vorbereitung im August 2018 aber einen Kreuzbandriss und musste sich einer Operation unterziehen, der eine lange Spielpause folgen sollte. Aufgrund der Verletzung blieb er in der Saison 2018/19 ohne Spielpraxis, in der Sommerpause 2019 schloss sich Ebert dem BBC Coburg (2. Bundesliga ProB) an.
2021 wechselte er zum Regionalligisten TG Veitshöchheim.

### Nationalmannschaft
Ebert nahm mit den deutschen Nationalmannschaften an der U16-EM 2011, an der U18-EM (B-Gruppe), am Albert-Schweitzer-Turnier 2014, an der U18-EM 2014 (B-Gruppe) sowie an der U20-EM 2015 teil.